# Gavin Douglas
Gavin Douglas, född omkring 1474, död 1522, var en skotsk skald och biskop, son till Archibald Douglas, 5:e earl av Angus.
Som diktare tillhörde Douglas den medeltida stilen och var anhängare av den allegoriska skolan och efterföljare till Geoffrey Chaucer. Fyra för språkforskningen och litteraturen lika betydelsefulla dikter av hans hand finns bevarade: The palice of honour (1553), King Hart och Conscience (båda tryckta i John Pinkertons Ancient Scottish poems, 1786), vidare en översättningen av Vergilius Aeneiden (1553), omfattande den 13:e boken av Maffeo Vegio. Varje bok inleds med en prolog.